# Olympische Sommerspiele 1992/Teilnehmer (Spanien)
| Gelbes Symbol für Goldmedaillen mit stilisierten Olympischen Ringen | Graues Symbol für Silbermedaillen mit stilisierten Olympischen Ringen | Braundes Symbol für Bronzemedaillen mit stilisierten Olympischen Ringen |
| ------------------------------------------------------------------- | --------------------------------------------------------------------- | ----------------------------------------------------------------------- |
| 13                                                                  | 7                                                                     | 2                                                                       |

Spanien war Gastgeber der Olympischen Sommerspiele 1992 in Barcelona. Insgesamt nahmen 422 Athleten, darunter 297 Männer und 125 Frauen, an 195 Wettbewerben in allen 29 Sportarten teil. Im Medaillenspiegel belegte Spanien den sechsten Rang.

## Flaggenträger
Der damalige Thronfolger und heutige König von Spanien Prinz Felipe von Borbon, der auch an den Segelwettbewerben teilnahm, trug die Flagge Spaniens während der Eröffnungsfeier im Olympiastadion. Sein Vater, König Juan Carlos, eröffnete die Olympischen Spiele.

## Medaillengewinner

### Gold
| Name | Sportart       | Wettkampf                     |
| --- | -------------- | ----------------------------- |
| Juan Holgado, Alfonso Menéndez & Antonio Vázquez | Bogenschießen  | Männer, Mannschaft            |
| José Emilio Amavisca, Rafael Berges, Santiago Cañizares, Luis Enrique, Abelardo Fernández, Albert Ferrer, Pep Guardiola, Miguel Hernández, Mikel Lasa, Juan Manuel López, Javier Manjarín, Kiko, Alfonso Pérez Muñoz, Antonio Pinilla, Toni, Francisco Soler Atencia, Roberto Solozábal, David Villabona, Paqui & Gabriel Vidal | Fußball        | Männerturnier                 |
| María Carmen Barea, Sonia Barrio, Mercedes Coghen, Celia Corres, Natalia Dorado, Nagore Gabellanes, Marívi González, Anna Maiques, Silvia Manrique, Elisabeth Maragall, María Isabel Martínez, Teresa Motos, Nuria Olivé, Virginia Ramírez, María Ángeles Rodríguez & Maider Tellería                                           | Hockey         | Frauenturnier                 |
| Almudena Muñoz | Judo           | Frauen, Halbleichtgewicht     |
| Miriam Blasco | Judo           | Frauen, Leichtgewicht         |
| Fermín Cacho | Leichtathletik | Männer, 1500 Meter            |
| Daniel Plaza | Leichtathletik | Männer, 20 Kilometer Gehen    |
| José Moreno | Radsport       | Männer, 1000 Meter Zeitfahren |
| Martin López-Zubero | Schwimmen      | Männer, 200 Meter Rücken      |
| José van der Ploeg | Segeln         | Männer, Finn-Dinghy           |
| Luís Doreste & Domingo Manrique | Segeln         | Flying Dutchman               |
| Jordi Calafat & Francisco Sánchez | Segeln         | Männer, 470er                 |
| Patricia Guerra & Theresa Zabell | Segeln         | Frauen, 470er                 |

### Silber
| Name | Sportart                   | Wettkampf            |
| --- | -------------------------- | -------------------- |
| Faustino Reyes | Boxen                      | Männer, Federgewicht |
| Antonio Peñalver | Leichtathletik             | Männer, Zehnkampf    |
| Carolina Pascual | Rhythmische Sportgymnastik | Frauen, Einzel       |
| Natalia Vía Dufresne | Segeln                     | Frauen, Europe       |
| Jordi Arrese | Tennis                     | Männer, Einzel       |
| Conchita Martínez & Arantxa Sánchez Vicario | Tennis                     | Frauen, Doppel       |
| Daniel Ballart, Manuel Estiarte, Pedro García, Salvador Gómez, Marco Antonio González, Rubén Michavila, Miguel Ángel Oca, Sergi Pedrerol, Josep Picó, Jesús Miguel Rollán, Ricardo Sánchez, Jordi Sans & Manuel Silvestre | Wasserball                 | Männerturnier        |

### Bronze
| Name                    | Sportart       | Wettkampf              |
| ----------------------- | -------------- | ---------------------- |
| Javier García           | Leichtathletik | Männer, Stabhochsprung |
| Arantxa Sánchez Vicario | Tennis         | Damen, Einzel          |

## Teilnehmer nach Sportarten

### Badminton
- Esther Sanz
Frauen, Einzel: 33. Platz

- David Serrano
Männer, Einzel: 33. Platz

### Baseball
- Männerturnier
8. Platz

- Kader
Francisco Aristu
José Arza
José Luis Becerra
Juan Pedro Belza
Xavier Camps
Félix Cano
Xavier Civit
Enrique Cortés
Juan Damborenea
Javier Díez
Luis León
Jesús Lisarri
Manuel Martínez
Miguel Ángel Pariente
José María Pulido
Óscar Rebolleda
Antonio Salazar
Juan Manuel Salmeron
Miguel Stella
Gabriel Valarezo

### Basketball
- Männerturnier
9. Platz

- Kader
Santiago Aldama
Enrique Andreu
José Arcega
José Biriukov
Xavi Fernández
Alberto Herreros
Andrés Jiménez
Rafael Jofresa
Tomás Jofresa
Juan Antonio Orenga
Juan Antonio San Epifanio
Jordi Villacampa

- Frauenturnier
5. Platz

- Kader
Ana Álvaro
Blanca Ares
Carlota Castrejana
Elisabeth Cebrián
Marina Ferragut
Margarita Geuer
Patricia Hernández
Mónica Messa
Carolina Mújica
Mónica Pulgar
Almudena Vara

### Bogenschießen
- Teresa Fernández
Frauen, Einzel: 41. Platz

- Juan Carlos Holgado
Männer, Einzel: 45. Platz
Männer, Mannschaft: Gold

- Alfonso Menéndez
Männer, Einzel: 42. Platz
Männer, Mannschaft: Gold

- Antonio Vázquez
Männer, Einzel: 28. Platz
Männer, Mannschaft: Gold

### Boxen
- Víctor Baute
Männer, Weltergewicht: 17. Platz

- Rafael Lozano
Männer, Halbfliegengewicht: 5. Platz

- José Ortega
Männer, Schwergewicht: 9. Platz

- Óscar Palomino
Männer, Leichtgewicht: 17. Platz

- Sergio Rey
Männer, Halbweltergewicht: 17. Platz

- Faustino Reyes
Männer, Federgewicht: Silber

- Óscar Vega
Männer, Bantamgewicht: 17. Platz

### Fechten
- José Luis Álvarez
Männer, Säbel, Einzel: 44. Platz
Männer, Säbel, Mannschaft: 11. Platz

- Ramiro Bravo
Männer, Florett, Einzel: 28. Platz
Männer, Florett, Mannschaft: 12. Platz

- Rosa María Castillejo
Frauen, Florett, Einzel: 30. Platz

- Andrés Crespo
Männer, Florett, Mannschaft: 12. Platz

- Jesús Esperanza
Männer, Florett, Mannschaft: 12. Platz

- Montserat Esquerdo
Frauen, Florett, Einzel: 35. Platz

- Alberto Falcón
Männer, Säbel, Mannschaft: 11. Platz

- Ángel Fernández
Männer, Degen, Mannschaft: 6. Platz

- Andrés García
Männer, Florett, Einzel: 16. Platz
Männer, Florett, Mannschaft: 12. Platz

- Antonio García
Männer, Säbel, Einzel: 5. Platz
Männer, Säbel, Mannschaft: 11. Platz

- César González
Männer, Degen, Mannschaft: 6. Platz

- José Francisco Guerra
Männer, Florett, Einzel: 40. Platz
Männer, Florett, Mannschaft: 12. Platz

- Raúl Maroto
Männer, Degen, Einzel: 38. Platz
Männer, Degen, Mannschaft: 6. Platz

- Raúl Peinador
Männer, Säbel, Einzel: 29. Platz
Männer, Säbel, Mannschaft: 11. Platz

- Fernando de la Peña
Männer, Degen, Einzel: 23. Platz
Männer, Degen, Mannschaft: 6. Platz

- Manuel Pereira
Männer, Degen, Einzel: 48. Platz
Männer, Degen, Mannschaft: 6. Platz

- Marco Antonio Rioja
Männer, Säbel, Mannschaft: 11. Platz

### Fußball
- Männerturnier
Gold

- Kader
1 Santiago Cañizares
2 Albert Ferrer
3 Mikel Lasa
4 Roberto Solozábal
5 Juan Manuel López
6 David Villabona
7 José Emilio Amavisca
8 Luis Enrique
9 Pep Guardiola
10 Abelardo Fernández
11 Javier Manjarín
12 Paqui
13 Toni
14 Gabriel Vidal
15 Francisco Soler Atencia
16 Miguel Hernández
17 Rafael Berges
18 Antonio Pinilla
19 Kiko
20 Alfonso Pérez

- Trainer:
Vicente Miera

### Gewichtheben
- Juan Carlos
Männer, Leichtschwergewicht: 22. Platz

- José Andrés Ibáñez
Männer, Fliegengewicht: 8. Platz

- Cecilio Leal
Männer, Federgewicht: 23. Platz

- Fernando Mariaca
Männer, Leichtgewicht: DNF

- José Luis Martínez
Männer, Bantamgewicht: 15. Platz

- José Zurera
Männer, Bantamgewicht: 12. Platz

### Handball
- Männerturnier
5. Platz

- Kader
Juan Francisco Alemany
David Barrufet
Fernando Bolea
Juan Javier Cabanas
Aitor Etxaburu
Jaume Fort
Aleix Franch
Luis Eduardo García
Mateo Garralda
Angel Hermida
Ricardo Marín
Enric Massip
Juan Francisco Muñoz
Lorenzo Rico
Iñaki Urdangarin
Alberto Urdiales

- Frauenturnier
7. Platz

- Kader
Paloma Arranz
Mercedes Fuentes
Cristina Gómez Arquer
Rita Hernández
Karmele Makazaga
Montserrat Marin
Blanca Martín-Calero
Montse Puche
Dolores Ruiz
Begoña Sánchez
Eugenia Sánchez
Esperanza Tercero
Amaia Ugartamendía
Raquel Vizcaíno

### Hockey
- Männerturnier
5. Platz

- Kader
Jaime Amat Durán
Xavi Arnau
Jorge Avilés
Juan Antonio Dinarés
Ignacio Escudé
Xavier Escudé
David Freixa
Juantxo García-Mauriño
Santiago Grau
José Antonio Iglesias
Pedro Jufresa
Ramón Jufresa
Kim Malgosa
Miguel Ortego
Víctor Pujol
Pablo Usoz

- Frauenturnier
Gold

- Kader
Carmen Barea
Sonia Barrio
Mercedes Coghen
Celia Corres
Natalia Dorado
Nagore Gabellanes
Mariví González
Anna Maiques
Silvia Manrique
Eli Maragall
Maribel Martínez
Teresa Motos
Núria Olivé
Virginia Ramírez
Masa Rodríguez
Maider Tellería

### Judo
- María del Carmen Bellón
Frauen, Mittelgewicht: 20. Platz

- Míriam Blasco
Frauen, Leichtgewicht: Gold

- Cristina Curto
Frauen, Halbschwergewicht: 9. Platz

- Begoña Gómez
Frauen, Halbmittelgewicht: 7. Platz

- Francisco Lorenzo
Männer, Halbleichtgewicht: 5. Platz

- Almudena Muñoz
Frauen, Halbleichtgewicht: Gold

- Ernesto Pérez
Männer, Schwergewicht: 7. Platz

- Joaquín Ruiz
Männer, Leichtgewicht: 18. Platz

- Yolanda Soler
Frauen, Extraleichtgewicht: 7. Platz

- Carlos Sotillo
Männer, Extraleichtgewicht: 23. Platz

- Inmaculada Vicent
Frauen, Schwergewicht: 13. Platz

- León Villar
Männer, Mittelgewicht: 9. Platz

### Kanu
- Luisa Álvárez
Frauen, Kajak-Vierer, 500 Meter: Halbfinale

- José Alfredo Bea
Männer, Canadier-Einer, 1000 Meter: Halbfinale

- Francisco Cabezas
Männer, Kajak-Vierer, 1000 Meter: Halbfinale

- Joaquina Costa
Frauen, Kajak-Zweier, 500 Meter: 9. Platz
Frauen, Kajak-Vierer, 500 Meter: Halbfinale

- María Eizmendi
Frauen, Kajak-Einer, Slalom: 14. Platz

- Javier Etxaniz
Männer, Kajak-Einer, Slalom: 22. Platz

- Miguel García
Männer, Kajak-Vierer, 1000 Meter: Halbfinale

- Óscar García
Männer, Kajak-Einer, 1000 Meter: Halbfinale

- Pere Guerrero
Männer, Canadier-Einer, Slalom: 28. Platz

- Francisco López
Männer, Canadier-Einer, 500 Meter: Halbfinale

- Cristina Martínez
Frauen, Kajak-Einer, Slalom: 17. Platz

- José María Martínez
Männer, Kajak-Einer, Slalom: 35. Platz

- Enrique Míguez
Männer, Canadier-Zweier, 500 Meter: Halbfinale

- Ana María Penas
Frauen, Kajak-Vierer, 500 Meter: Halbfinale

- Juan José Román
Männer, Kajak-Zweier, 500 Meter: 4. Platz
Männer, Kajak-Zweier, 1000 Meter: 9. Platz

- Belén Sánchez
Frauen, Kajak-Zweier, 500 Meter: 9. Platz
Frauen, Kajak-Vierer, 500 Meter: Halbfinale

- Narciso Suárez
Männer, Canadier-Zweier, 500 Meter: Halbfinale

- Alberto Sánchez
Männer, Kajak-Vierer, 1000 Meter: Halbfinale

- Juan Sánchez
Männer, Kajak-Zweier, 500 Meter: 4. Platz
Männer, Kajak-Zweier, 1000 Meter: 9. Platz

- Susana Torrejón
Frauen, Kajak-Einer, 500 Meter: Halbfinale

- Gregorio Vicente
Männer, Kajak-Einer, 500 Meter: Halbfinale
Männer, Kajak-Vierer, 1000 Meter: Halbfinale

- Marc Vicente
Männer, Canadier-Einer, Slalom: 24. Platz

### Leichtathletik
- José Carlos Adán
Männer, 10.000 Meter: Vorläufe

- Miriam Alonso
Frauen, 400 Meter Hürden: Vorläufe

- Amaya Andrés
Frauen, 800 Meter: Vorläufe

- Abel Antón
Männer, 5000 Meter: 8. Platz

- José Arconada
Männer, 800 Meter: Vorläufe

- José Javier Arqués
Männer, 4 × 100 Meter: Halbfinale

- Ángeles Barreiro
Frauen, Diskuswurf: 25. Platz in der Qualifikation

- Jaime Barroso
Männer, 50 Kilometer Gehen: 14. Platz

- Gustavo Becker
Männer, Hochsprung: 11. Platz

- Francisco Benet
Männer, Zehnkampf: 22. Platz

- Álvaro Burrell
Männer, Zehnkampf: 16. Platz

- Fermín Cacho
Männer, 1500 Meter: Gold

- Emilia Cano
Frauen, 10 Kilometer Gehen: 22. Platz

- Cristina Castro
Frauen, 100 Meter: Viertelfinale

- Gaietà Cornet
Männer, 400 Meter: Viertelfinale
Männer, 4 × 400 Meter: Vorläufe

- María Cruz Díaz
Frauen, 10 Kilometer Gehen: 10. Platz

- Estela Estévez
Frauen, 3000 Meter: Vorläufe

- Gregoria Ferrer
Frauen, 4 × 400 Meter: Vorläufe

- Martín Fiz
Männer, 5000 Meter: Vorläufe

- Diego García
Männer, Marathon: 9. Platz

- Javier García
Männer, Stabhochsprung: Bronze

- Jesús Ángel García
Männer, 50 Kilometer Gehen: 10. Platz

- Rodrigo Gavela
Männer, Marathon: 18. Platz

- José Luis González
Männer, 1500 Meter: Vorläufe

- Luis González
Männer, 800 Meter: Halbfinale

- Alejandro Gómez
Männer, 10.000 Meter: Vorläufe

- Miguel Ángel Gómez
Männer, 200 Meter: Viertelfinale

- Encarnación Granados
Frauen, 10 Kilometer Gehen: 14. Platz

- Ángel Heras
Männer, 4 × 400 Meter: Vorläufe

- Ángel Hernández
Männer, Weitsprung: kein gültiger Versuch in der Qualifikation

- Esther Lahoz
Frauen, 4 × 400 Meter: Vorläufe

- Sergio López
Männer, 4 × 100 Meter: Halbfinale

- María José Mardomingo
Frauen, 100 Meter Hürden: Vorläufe

- Daniel Martí
Männer, Stabhochsprung: 19. Platz in der Qualifikation

- David Martínez
Männer, Diskuswurf: 9. Platz

- José Marín
Männer, 50 Kilometer Gehen: 9. Platz

- Valentí Massana
Männer, 20 Kilometer Gehen: disqualifiziert

- Julia Merino
Frauen, 400 Meter: Viertelfinale
Frauen, 4 × 400 Meter: Vorläufe

- José Esteban Montiel
Männer, Marathon: 32. Platz

- Manuel Moreno
Männer, 4 × 400 Meter: Vorläufe

- Santiago Moreno
Männer, Dreisprung: 28. Platz in der Qualifikation

- Jesús Oliván
Männer, Weitsprung: 18. Platz in der Qualifikation

- Arturo Ortiz
Männer, Hochsprung: 27. Platz in der Qualifikation

- Manuel Pancorbo
Männer, 1500 Meter: 11. Platz

- Antonio Peñalver
Männer, Zehnkampf: Silber

- Cristina Pérez
Frauen, 4 × 400 Meter: Vorläufe

- Daniel Plaza
Männer, 20 Kilometer Gehen: Gold

- Miguel Prieto
Männer, 20 Kilometer Gehen: 10. Platz

- Margarita Ramos
Frauen, Kugelstoßen: 13. Platz in der Qualifikation

- Alberto Ruiz
Männer, Stabhochsprung: 10. Platz

- Carlos Sala
Männer, 110 Meter Hürden: Viertelfinale

- Antonio Sánchez
Männer, 4 × 400 Meter: Vorläufe

- Antonio Serrano
Männer, 5000 Meter: Vorläufe

- Julián Sotelo
Männer, Speerwurf: 20. Platz in der Qualifikation

- Enrique Talavera
Männer, 4 × 100 Meter: Halbfinale

- Tomás de Teresa
Männer, 800 Meter: Halbfinale

- Juan Jesús Trapero
Männer, 100 Meter: Vorläufe
Männer, 4 × 100 Meter: Halbfinale

- Carlos de la Torre
Männer, 10.000 Meter: Vorläufe

- Maite Zúñiga
Frauen, 1500 Meter: 6. Platz

### Moderner Fünfkampf
- Jesús Centeno
Männer, Einzel: 27. Platz
Männer, Mannschaft: 12. Platz

- Leopoldo Centeno
Männer, Einzel: 35. Platz
Männer, Mannschaft: 12. Platz

- Carles Lerín
Männer, Einzel: 55. Platz
Männer, Mannschaft: 12. Platz

### Radsport
- Adolfo Alperi
Männer, 4000 Meter Einerverfolgung: 7. Platz
Männer, 4000 Meter Mannschaftsverfolgung: 10. Platz

- Ainhoa Artolazábal
Frauen, Straßenrennen: 34. Platz

- Gabriel Aynat
Männer, 4000 Meter Mannschaftsverfolgung: 10. Platz
Männer, Punktefahren: Vorrunde

- Belén Cuevas
Frauen, Straßenrennen: 35. Platz

- Ángel Edo
Männer, Straßenrennen: 15. Platz

- Miguel Fernández
Männer, 100 Kilometer Mannschaftszeitfahren: 5. Platz

- Kiko García
Männer, Straßenrennen: 24. Platz

- Jonathan Garrido
Männer, 4000 Meter Mannschaftsverfolgung: 10. Platz

- Álvaro González de Galdeano
Männer, 100 Kilometer Mannschaftszeitfahren: 5. Platz

- Santos González
Männer, 4000 Meter Mannschaftsverfolgung: 10. Platz

- Eleuterio Mancebo
Männer, Straßenrennen: DNF/disqualifiziert
Männer, 100 Kilometer Mannschaftszeitfahren: 5. Platz

- José Moreno Periñan
Männer, Sprint: 8. Platz
Männer, 1000 Meter Zeitfahren: Gold

- David Plaza
Männer, 100 Kilometer Mannschaftszeitfahren: 5. Platz

- Dori Ruano
Frauen, Straßenrennen: 42. Platz

### Reiten
- Luis Álvarez
Springen, Einzel: im Finale ausgeschieden
Springen, Mannschaft: 4. Platz
Vielseitigkeitsreiten, Einzel: 7. Platz
Vielseitigkeitsreiten, Mannschaft: 5. Platz

- Luis Astolfi
Springen, Einzel: 19. Platz
Springen, Mannschaft: 4. Platz

- Santiago Centenera
Vielseitigkeitsreiten, Einzel: DNF
Vielseitigkeitsreiten, Mannschaft: 5. Platz

- Cayetano Martínez
Springen, Einzel: 43. Platz in der Qualifikation
Springen, Mannschaft: 4. Platz

- Juan Matute
Dressur, Einzel: 43. Platz

- Enrique Sarasola
Springen, Einzel: im Finale ausgeschieden
Springen, Mannschaft: 4. Platz

- Santiago de la Rocha
Vielseitigkeitsreiten, Einzel: 19. Platz
Vielseitigkeitsreiten, Mannschaft: 5. Platz

- Fernando Villalón
Vielseitigkeitsreiten, Einzel: 38. Platz
Vielseitigkeitsreiten, Mannschaft: 5. Platz

### Rhythmische Sportgymnastik
- Carmen Acedo
Frauen, Einzel: 4. Platz

- Carolina Pascual
Frauen, Einzel: Silber

### Ringen
- Laureano Atanes
Männer, Fliegengewicht, Freistil: 3. Runde

- Francisco Barcia
Männer, Leichtgewicht, Freistil: 3. Runde

- Vicente Cáceres
Männer, Federgewicht, Freistil: 2. Runde

- Francisco Iglesias
Männer, Mittelgewicht, Freistil: 8. Platz

- Andrés Iniesta
Männer, Bantamgewicht, Freistil: 3. Runde

- Luis Martínez
Männer, Federgewicht, griechisch-römisch: 4. Runde

- José Alberto Recuero
Männer, Weltergewicht, griechisch-römisch: 3. Runde

- Miguel Ángel Sierra
Männer, Bantamgewicht, griechisch-römisch: 2. Runde

- Francisco Sánchez
Männer, Halbfliegengewicht, Freistil: 2. Runde

- Pedro Villuela
Männer, Leichtgewicht, griechisch-römisch: 2. Runde

### Rudern
- Miguel Álvarez & José Antonio Merín
Männer, Doppelzweier: 6. Platz

- José Ignacio Bugarín, Javier Cano & Ibon Urbieta
Männer, Zweier mit Steuermann: 12. Platz

- José Manuel Bermúdez, Bruno López, José Antonio Rodríguez & Melquiades Verduras
Männer, Doppelvierer: 10. Platz

- Juan Aguirre, Fernando Climent, José María de Marco & Fernando Molina
Männer, Vierer ohne Steuermann: 9. Platz

- Horacio Allegue, Juan María Altuna, Josu Andueza, Garikoitz Azkue, Andreu Canals, José María Claro, Carlos Front, Jordi Quer & Josép Robert
Männer, Achter: 14. Platz

### Schießen
- Alberto Areces
Männer, Freie Pistole: 26. Platz

- Rafael Axpe
Trap: 33. Platz

- José Bladas
Trap: 7. Platz

- Enrique Claverol
Männer, Luftgewehr: 13. Platz
Männer, Kleinkaliber, Dreistellungskampf: 26. Platz

- José María Colorado
Skeet: 5. Platz

- Cristina Fernández
Frauen, Luftgewehr: 39. Platz

- María del Pilar Fernández
Frauen, Luftpistole: 6. Platz
Frauen, Sportpistole: 12. Platz

- Nieves Fernández
Frauen, Luftgewehr: 26. Platz
Frauen, Kleinkaliber, Dreistellungskampf: 24. Platz

- Jorge González
Männer, Luftgewehr: 21. Platz
Männer, Kleinkaliber, Dreistellungskampf: 35. Platz
Männer, Kleinkaliber, liegend: 26. Platz

- Jorge Guardiola
Skeet: 16. Platz

- Jaime Parés
Männer, Kleinkaliber, liegend: 48. Platz

- Francisco Sanz
Männer, Luftpistole: 19. Platz
Männer, Freie Pistole: 37. Platz

- Juan Seguí
Männer, Schnellfeuerpistole: 16. Platz

- Eva Suárez
Frauen, Luftpistole: 31. Platz
Frauen, Sportpistole: 41. Platz

- Gemma Usieto
Trap: 44. Platz

### Schwimmen
- José Luis Ballester
Männer, 200 Meter Schmetterling: 21. Platz

- Lourdes Becerra
Frauen, 200 Meter Brust: 28. Platz
Frauen, 200 Meter Lagen: 31. Platz

- Ramón Camallonga
Männer, 100 Meter Brust: 21. Platz
Männer, 4 × 100 Meter Lagen: 10. Platz

- Nuria Castelló
Frauen, 100 Meter Rücken: 27. Platz
Frauen, 200 Meter Rücken: 18. Platz
Frauen, 4 × 100 Meter Lagen: 13. Platz

- Itziar Esparza
Frauen, 400 Meter Freistil: 20. Platz
Frauen, 800 Meter Freistil: 16. Platz

- Jaime Fernández
Männer, 100 Meter Schmetterling: 29. Platz
Männer, 4 × 100 Meter Lagen: 10. Platz

- Joaquín Fernández
Männer, 200 Meter Brust: 10. Platz
Männer, 200 Meter Lagen: 23. Platz

- María Luisa Fernández
Frauen, 200 Meter Schmetterling: 17. Platz

- Bárbara Franco
Frauen, 100 Meter Schmetterling: 26. Platz

- Claudia Franco
Frauen, 50 Meter Freistil: 21. Platz
Frauen, 100 Meter Freistil: 21. Platz
Frauen, 4 × 100 Meter Lagen: 13. Platz

- Sergio López
Männer, 100 Meter Brust: 23. Platz
Männer, 200 Meter Brust: 2. Platz

- Martín López-Zubero
Männer, 100 Meter Rücken: 4. Platz
Männer, 200 Meter Rücken: Gold 
Männer, 100 Meter Schmetterling: 7. Platz
Männer, 200 Meter Lagen: 9. Platz
Männer, 4 × 100 Meter Lagen: 10. Platz

- Silvia Parera
Frauen, 200 Meter Lagen: 10. Platz
Frauen, 400 Meter Lagen: 12. Platz

- María Peláez
Frauen, 100 Meter Schmetterling: 25. Platz
Frauen, 200 Meter Schmetterling: 15. Platz
Frauen, 4 × 100 Meter Lagen: 13. Platz

- Natalia Pulido
Frauen, 100 Meter Freistil: 26. Platz
Frauen, 200 Meter Freistil: 24. Platz

- Elisenda Pérez
Frauen, 400 Meter Lagen: 22. Platz

- Jorge Pérez
Männer, 200 Meter Rücken: 25. Platz
Männer, 200 Meter Schmetterling: 24. Platz
Männer, 400 Meter Lagen: 11. Platz

- Cristina Rey
Frauen, 200 Meter Rücken: 34. Platz

- Sergio Roura
Männer, 1500 Meter Freistil: 11. Platz

- Rocío Ruiz
Frauen, 100 Meter Brust: 22. Platz
Frauen, 4 × 100 Meter Lagen: 13. Platz

- Carlos Ventosa
Männer, 100 Meter Rücken: 14. Platz
Männer, 4 × 100 Meter Lagen: 10. Platz

### Segeln
- Asier Fernández
Männer, Windsurfen: 6. Platz

- José van der Ploeg
Männer, Finn-Dinghy: Gold

- Jordi Calafat & Francisco Sánchez
Männer, 470er: Gold

- José Luis Ballester & Carlos Santacreu
Tornado: 12. Platz

- Luis Doreste & Domingo Manrique
Flying Dutchman: Gold

- Jaime Piris & Fernando Rita
Star: 10. Platz

- Felipe von Borbon, Fernando León & Alfredo Vázquez
Soling: 6. Platz

- Mireia Casas
Frauen, Windsurfen: 12. Platz

- Natalia Vía Dufresne
Frauen, Europe: Silber

- Patricia Guerra & Theresa Zabell
Frauen, 470er: Gold

### Synchronschwimmen
- Marta Amorós
Frauen, Einzel: in der Vorrunde ausgeschieden
Frauen, Duett: 11. Platz

- Nuria Ayala
Frauen, Einzel: in der Vorrunde ausgeschieden

- Eva López
Frauen, Einzel: 13. Platz
Frauen, Duett: 11. Platz

### Tennis
- Jordi Arrese
Männer, Einzel: Silber

- Sergi Bruguera
Männer, Einzel: 17. Platz

- Sergio Casal
Männer, Doppel: 5. Platz

- Conchita Martínez
Frauen, Einzel: 5. Platz
Frauen, Doppel: Silber

- Arantxa Sánchez Vicario
Frauen, Einzel: Bronze 
Frauen, Doppel: Silber

- Emilio Sánchez Vicario
Männer, Einzel: 5. Platz
Männer, Doppel: 5. Platz

### Tischtennis
- Roberto Casares
Männer, Einzel: 33. Platz
Männer, Doppel: 17. Platz

- Gloria Gauchia
Frauen, Doppel: 25. Platz

- Ana María Godes
Frauen, Einzel: 49. Platz
Frauen, Doppel: 25. Platz

- José María Pales
Männer, Einzel: 49. Platz
Männer, Doppel: 17. Platz

### Turnen
- Alicia Fernández
Frauen, Einzelmehrkampf: 20. Platz
Frauen, Mannschaftsmehrkampf: 5. Platz
Frauen, Boden: 30. Platz in der Qualifikation
Frauen, Pferd: 27. Platz in der Qualifikation
Frauen, Stufenbarren: 32. Platz in der Qualifikation
Frauen, Schwebebalken: 40. Platz in der Qualifikation

- Cristina Fraguas
Frauen, Einzelmehrkampf: 13. Platz
Frauen, Mannschaftsmehrkampf: 5. Platz
Frauen, Boden: 21. Platz in der Qualifikation
Frauen, Pferd: 39. Platz in der Qualifikation
Frauen, Stufenbarren: 7. Platz
Frauen, Schwebebalken: 28. Platz in der Qualifikation

- Sonia Fraguas
Frauen, Einzelmehrkampf: 9. Platz
Frauen, Mannschaftsmehrkampf: 5. Platz
Frauen, Boden: 16. Platz in der Qualifikation
Frauen, Pferd: 32. Platz in der Qualifikation
Frauen, Stufenbarren: 58. Platz in der Qualifikation
Frauen, Schwebebalken: 15. Platz in der Qualifikation

- Silvia Martínez
Frauen, Einzelmehrkampf: 49. Platz in der Qualifikation
Frauen, Mannschaftsmehrkampf: 5. Platz
Frauen, Boden: 43. Platz in der Qualifikation
Frauen, Pferd: 56. Platz in der Qualifikation
Frauen, Stufenbarren: 69. Platz in der Qualifikation
Frauen, Schwebebalken: 40. Platz in der Qualifikation

- Alfonso Rodríguez
Männer, Einzelmehrkampf: 16. Platz
Männer, Boden: 24. Platz in der Qualifikation
Männer, Pferd: 33. Platz in der Qualifikation
Männer, Barren: 37. Platz in der Qualifikation
Männer, Reck: 11. Platz in der Qualifikation
Männer, Ringe: 21. Platz in der Qualifikation
Männer, Seitpferd: 26. Platz in der Qualifikation

- Ruth Rollán
Frauen, Einzelmehrkampf: 42. Platz in der Qualifikation
Frauen, Mannschaftsmehrkampf: 5. Platz
Frauen, Boden: 35. Platz in der Qualifikation
Frauen, Pferd: 51. Platz in der Qualifikation
Frauen, Stufenbarren: 35. Platz in der Qualifikation
Frauen, Schwebebalken: 67. Platz in der Qualifikation

- Miguel Ángel Rubio
Männer, Einzelmehrkampf: 76. Platz in der Qualifikation
Männer, Boden: 82. Platz in der Qualifikation
Männer, Pferd: 91. Platz in der Qualifikation
Männer, Barren: 54. Platz in der Qualifikation
Männer, Reck: 75. Platz in der Qualifikation
Männer, Ringe: 53. Platz in der Qualifikation
Männer, Seitpferd: 55. Platz in der Qualifikation

- Eva Rueda
Frauen, Einzelmehrkampf: 32. Platz in der Qualifikation
Frauen, Mannschaftsmehrkampf: 5. Platz
Frauen, Boden: 71. Platz in der Qualifikation
Frauen, Pferd: 7. Platz
Frauen, Stufenbarren: 17. Platz in der Qualifikation
Frauen, Schwebebalken: 22. Platz in der Qualifikation

### Volleyball
- Männerturnier
8. Platz

- Kader
- Ángel Alonso
- Venancio Costa
- Jesús Garrido
- Francisco Hervás
- Héctor López
- Miguel Ángel Maroto
- Rafael Pascual
- Juan Carlos Robles
- Ernesto Rodríguez
- Francisco Sánchez
- Jesús Sánchez
- Benjamín Vicedo

- Frauenturnier
8. Platz

- Kader
- Virginia Cardona
- Asunción Domenech
- Estela Domínguez
- Marta Gens
- Inmaculada González
- María del Mar Rey
- Olga Martín
- Carmen Miranda
- Rita Oraá
- Laura de la Torre
- Inmaculada Torres
- Ana María Tostado

### Wasserball
- Männerturnier
Silber

- Kader
- Daniel Ballart
- Manuel Estiarte
- Pedro García
- Salvador Gómez
- Marco Antonio González
- Rubén Michavila
- Miki Oca
- Sergi Pedrerol
- Josep Picó
- Jesús Miguel Rollán
- Ricardo Sánchez
- Jordi Sans
- Manuel Silvestre

### Wasserspringen
- Rafael Álvarez
Männer, Turmspringen: 9. Platz

- Julia Cruz
Frauen, Kunstspringen: 12. Platz

- José Miguel Gil
Männer, Kunstspringen: 23. Platz in der Qualifikation